# Boeing 707
Boeing 707 — американский реактивный четырёхдвигательный пассажирский самолёт компании Боинг, спроектированный в начале 1950-х годов. Один из первых реактивных пассажирских лайнеров в мире, наряду с британским DH-106 Comet, советским Ту-104 и французским Sud Aviation Caravelle.
Первый полёт опытный самолёт 367-80 совершил 15 июля 1954 года. Первый полёт опытного серийного 707-120 состоялся 20 декабря 1954 года. Всего с 1958 по 1991 годы было произведено 1010 единиц Boeing 707 различных компоновок и модификаций. Коммерческая эксплуатация 707-120 началась в авиакомпании Pan American World Airways 26 октября 1958 года.
Первый военно-транспортный самолёт/самолёт-заправщик KC-135, созданный на базе 367-80 и элементов конструкции 707-х, взлетел в августе 1956 года, их поставки в ВВС США начались в июне 1957 года. На базе Boeing 707 и KC-135 были созданы их разнообразные гражданские и военные модификации: заправщики, разведчики, разведчики радиоэлектронных средств противника, разведчики погоды, самолёты для научных исследований, самолёты ДРЛО, воздушные командные пункты управления и связи со стратегическими ядерными силами — МБР, подводными лодками с БРПЛ, бомбардировщиками на случай уничтожения наземных командных пунктов в ядерной войне, перевозки высшего руководства (США и других стран).
В настоящее время военные модификации Boeing 707 и KC-135 продолжают летать и будут летать предположительно до 2040 года. В основном они используются в системе радиоэлектронной разведки АВАКС (см. Boeing E-3 Sentry).

## Конструкция

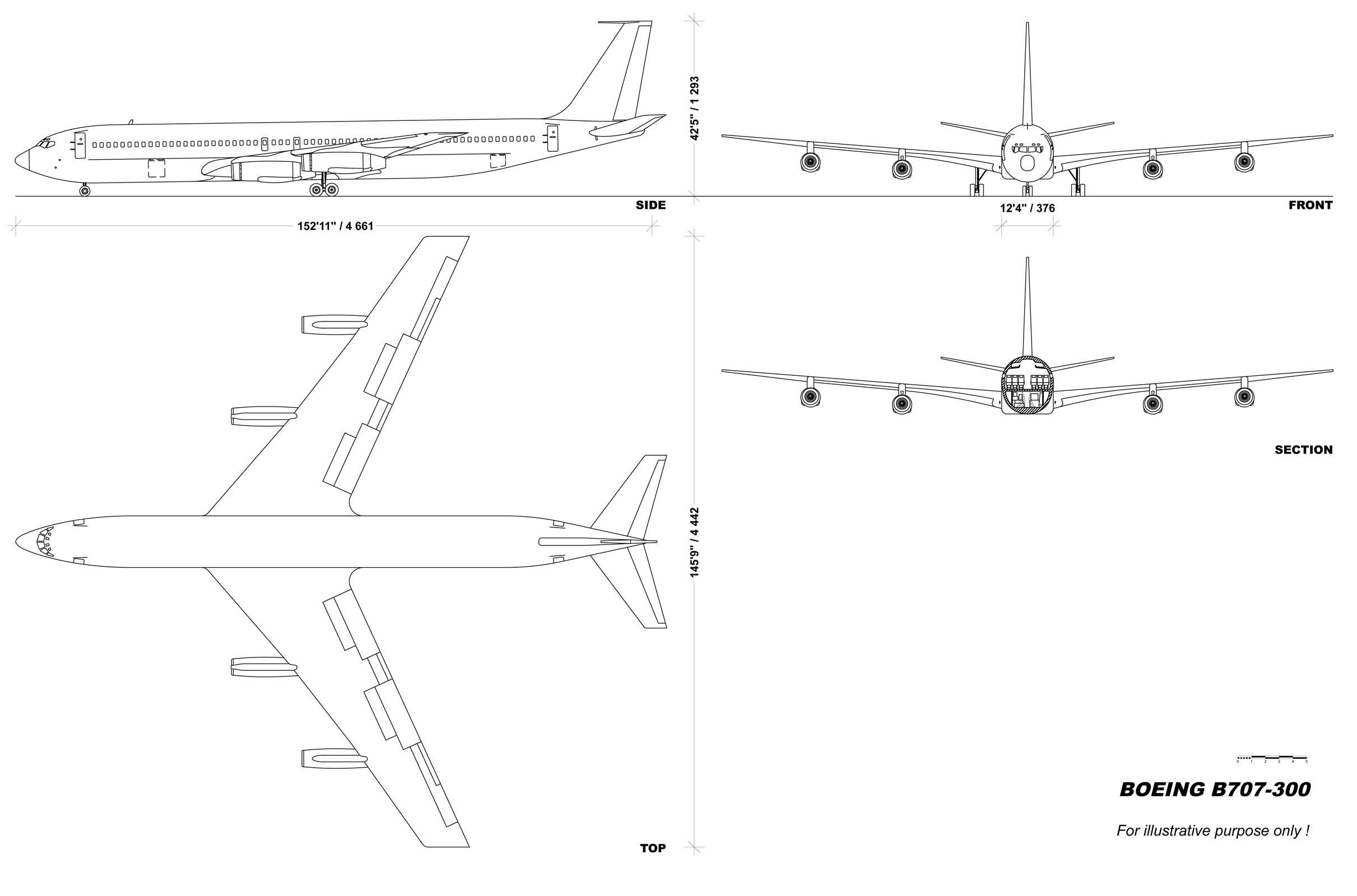
Boeing 707 в трёх проекциях

Аэродинамическая схема — четырёхмоторный турбореактивный низкоплан со стреловидным крылом и однокилевым оперением.
Одно из первых применений щитка Крюгера было на самолёте Boeing 367-80.

## Модификации

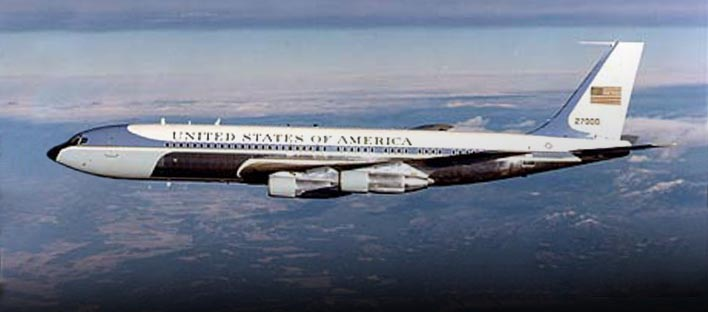
VC-137 Air Force One № SAM27000 (Boeing 707-320B президента США)

Серийно строившиеся и переоборудованные самолёты, построенные «Боинг»:
- 367-80
- 707-120
- 707-220
- 707-227
- 707-320 Intercontinental
- 707-220B
- 707-320B
- 707-320B Advanced
- 707-320C
- 707-420
- 707-700
- 720
- 720B

Самолёты для перевозки высшего руководства:
- VC-137C — модификация Boeing 707-320B для ВВС США для перевозки президентов США. Были построены два самолёта — №SAM26000 в 1962 году и № SAM27000 в 1972 г. Носили специальную окраску. В службе управления воздушным движением им выдавался код Air Force One — тому самолёту, на борту которого находился президент. В настоящее время оба самолёта заменены на два VC-25 и четыре C-32 (для вице-президентов и других госслужащих администрации) и находятся в музеях.

Военные модификации, построенные на базе планера 707:
- E-3 Sentry — серийный самолёт ДРЛО, имеющий модернизированный планер Boeing 707-320 с вращающимся над фюзеляжем обтекателем с антенной радиолокатора. Обтекатель 9,1 м в диаметре и 1,8 м в толщину установлен на двух опорах на высоте 4,2 м над фюзеляжем. Низколетящие цели могут быть обнаружены в 375 км, цели над горизонтом — в 600 км от самолёта. Два генератора на каждом из четырёх двигателей производят один мегаватт электроэнергии, потребляемой локатором.
- E-6 Mercury — серийный воздушный командный пункт управления и связи со стратегическими ядерными силами — МБР, подводными лодками с БРПЛ, на случай уничтожения наземных командных пунктов в ядерной войне, имеющий модернизированный планер Boeing 707-320 и четыре двигателя CFM-56. Первоначально были построены в модификации E-6A и служили только для передачи команд на подводные лодки с БРПЛ, находившиеся в погруженном состоянии, с помощью сверхдлинноволновых передатчиков и двух длинных выпускаемых многокилометровых буксируемых тросовых антенн (программа TACAMO) для замены устаревших EC-130. До 1992 года не менее двух самолётов из шестнадцати построенных постоянно находились в воздухе: один над Атлантикой, другой над Тихим океаном. В настоящее время дежурят на четырёх базах в готовности ко взлёту. С октября 1998 года переоборудовались в вариант E-6B и выполняют ещё и функции воздушных командных пунктов («Airborne Command Post») (ABNCP) по программе, названной «Looking Glass» («Лукинг гласс», зеркало) (воздушная система, отражающая/повторяющая наземные системы) для управления пусками МБР c использованием системы ALCS. Заменили в этой роли снятые с дежурства EC-135.
- E-8 JSTARS — серийный самолёт радиолокационной разведки наземных целей на поле боя и передачи информации всем родам войск США в реальном времени, имеющий модернизированный планер Boeing 707-320 с установленным под фюзеляжем вдоль его передней части длинным обтекателем с неподвижной антенной радиолокатора. Радиолокатор может обнаружить только подвижные радиолокационно-заметные цели на расстоянии 250 км сбоку от направления полёта на площади в 50 тысяч км² и имеет угол обзора 120°. Компьютеры самолёта запоминают и суммируют информацию о всех целях, когда-либо двигавшихся на поле боя. В 1991—2005 годы построено семнадцать самолётов.
- С-18 — военно-транспортная грузовая модификация Boeing 707-320B для ВВС США.
- EC-18B — самолёты для контроля и измерений при проведении разнообразных испытаний крылатых, зенитных, баллистических ракет, входящих в атмосферу боеголовок баллистических ракет и космических аппаратов, созданные на основе модернизированных планеров Boeing 707-320. Все восемь EC-18B были построены, начиная с 1982 года, из отслуживших гражданских самолётов. Похожие EC-135N, EC-135E на базе KC-135 начали службу ранее, в 1960—1970 годах. Самолёты имели 2,1-метровую параболическую антенну в большом заметном яйцеобразном обтекателе, установленном перед кабиной пилотов по оси фюзеляжа, смещённом вниз, чтобы не загораживать обзор пилотам. Антенна служила для приёма телеметрии с испытываемых аппаратов. Имелись оптические средства наблюдения и фотокиносъёмки входящих в атмосферу испытываемых боеголовок. В настоящее время используются три EC-18B.

Другие военные и исследовательские самолёты, похожие на Boeing 707, создавались на базе планера KC-135.

## История эксплуатации

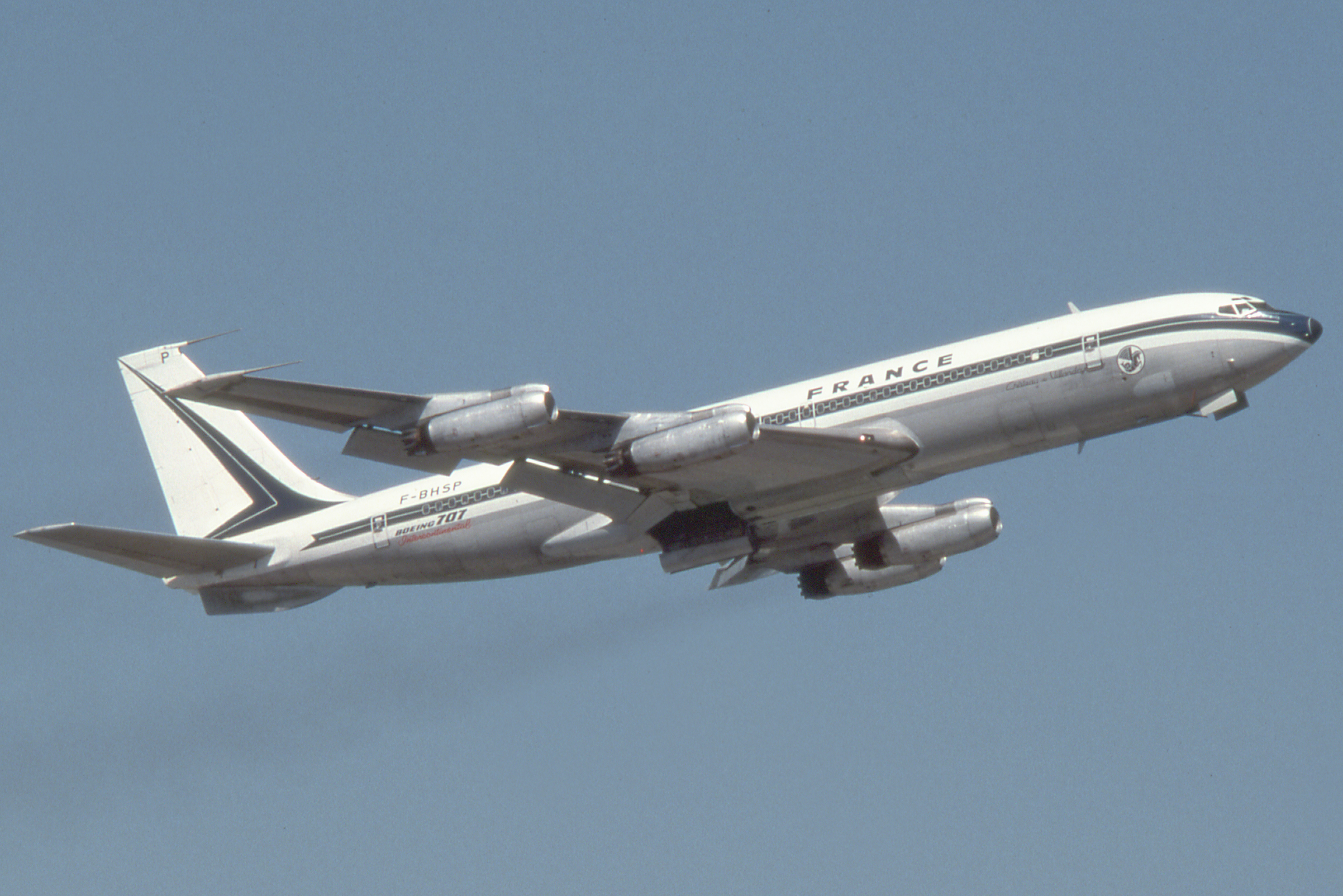
Boeing 707-328 Air France

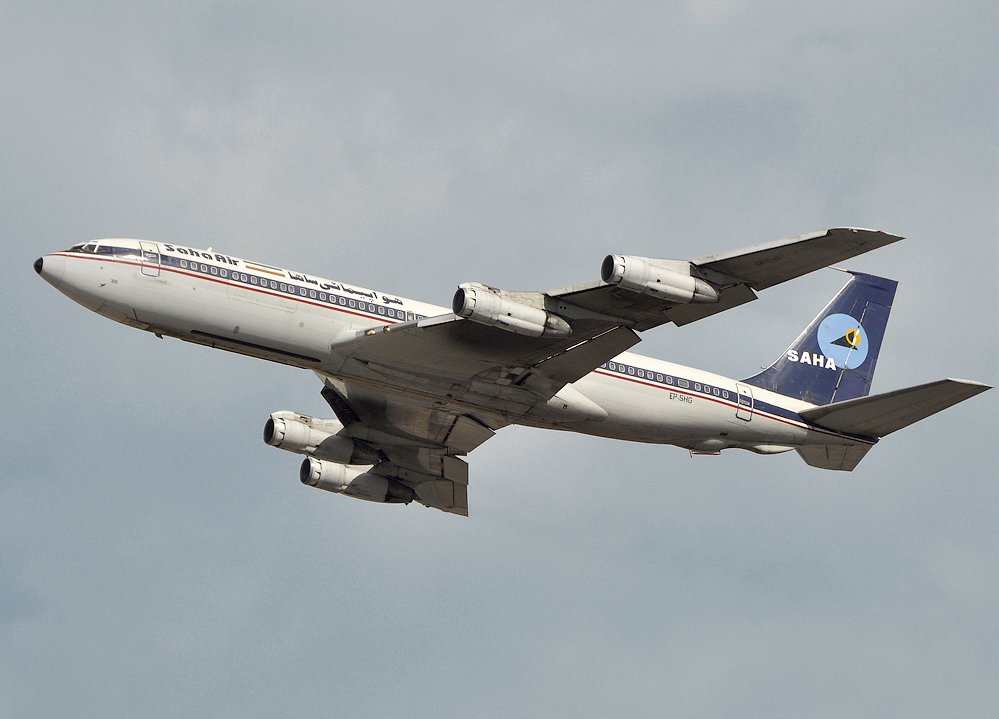
Boeing 707-300 Saha Airlines

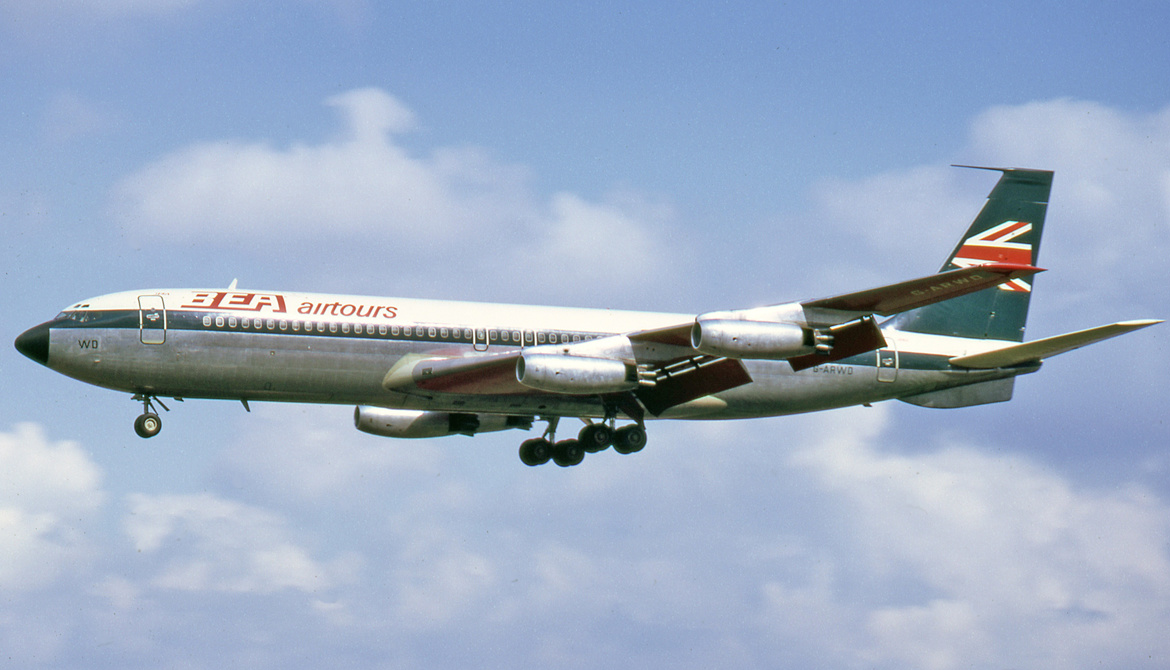
Boeing 707-400 BEA

Крупнейшими заказчиками B-707 были американские Pan American и TWA, благодаря этим авиалайнерам стремительно увеличившие размеры своих авиапарков и сделавшие международные авиаперевозки массовыми и популярными. Вскоре к ним присоединились авиакомпании Западной Европы. Массовое производство В-707 велось в 1960-е годы, когда заказчики получали ежегодно десятки новых машин. Конкуренцию самолёту составлял DC-8, поначалу более успешный за счёт лучшей репутации производителя. После доработок Boeing-707 стал продаваться значительно лучше.
С увеличением объёмов пассажирских перевозок стало очевидно, что Boeing-707 морально устарел. Для своей дальности самолёт обладал слишком малой вместимостью, его двигатели были шумными и неэкономичными. Модернизация лайнера с увеличением вместимости требовала замены планера. В итоге Boeing выпустила на рынок Boeing-747, чем удовлетворила спрос на самолёты большой вместимости для дальних перелётов.
К началу 1970-х число заказов на Boeing-707 резко снизилось. Авиакомпании развитых стран выводили их из парка, активность самолётов данного типа переместилась в страны Азии и Латинской Америки, а затем Африки. В 1978 году серийное производство было прекращено, в 1983 состоялся последний регулярный рейс Boeing-707 в США. Последним крупным оператором пассажирских Boeing-707 был Ливан (до 1998). К началу 2000-х самолёт остался в гражданской эксплуатации (почти исключительно грузовой) в основном в беднейших странах Африки и Латинской Америки. Основной парк ныне летающих Boeing-707 составляют военные модификации.
Множество гражданских пассажирских Boeing 707, отслужив, переделывались в грузовые, военные и исследовательские самолёты, а попавшие на базы хранения служат сейчас источником запчастей и двигателей для всех летающих в настоящее время модификаций 707 и KC-135.

## Нынешние операторы

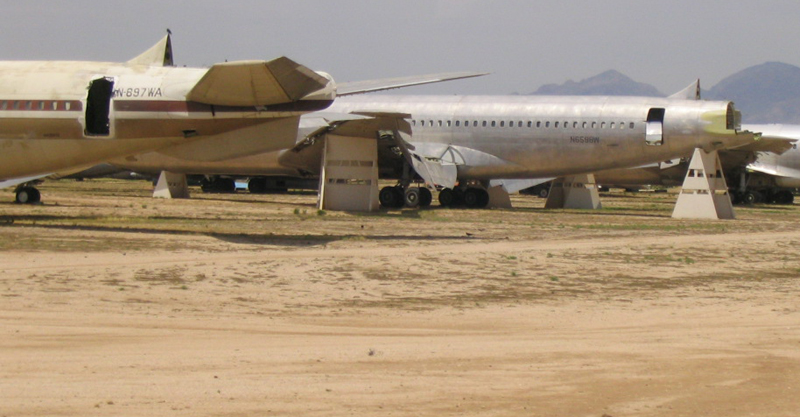
Отслужившие Boeing 707 на базе хранения AMARC

По состоянию на начало 2010 года использовалось 155 самолётов типа B-707, практически все в ВВС ряда стран (самолёты AWACS и грузовые). Несколько машин используется гражданскими грузовыми авиакомпаниями, 8 — в правительственных авиаотрядах. Последней авиакомпанией, использовавшей B-707 на регулярных пассажирских рейсах, была иранская Saha Airlines, у которой по состоянию на 10 августа 2010 года в эксплуатации находилось 5 машин. Однако с апреля 2013 компания прекратила пассажирские полёты, хотя грузовые перевозки на Boeing-707 продолжались до января 2019 года. Таким образом, Boeing 707 — последний из реактивных лайнеров первого поколения, который эксплуатировался до недавнего времени; другие «пионеры» реактивной пассажирской авиации ушли в историю ещё в 1980-х годах.

## Лётно-технические характеристики
|                               | 707-120                                                | 707-320B                                       |
| ----------------------------- | ------------------------------------------------------ | ---------------------------------------------- |
| Пассажиры (2 класса)          | 110                                                    | 147                                            |
| Пассажиры (1 класс)           | 179                                                    | 202                                            |
| Максимальная взлётная масса   | 116 570 кг                                             | 151 320 кг                                     |
| Масса пустого                 | 55 580 кг                                              | 65400 кг                                       |
| Максимальная дальность полёта | 6820 км                                                | 9200 км                                        |
| Крейсерская скорость          | 917 км/ч                                               | 890 км/ч                                       |
| Длина                         | 44,07 м                                                | 46,61 м                                        |
| Размах крыла                  | 39,9 м                                                 | 44,42 м                                        |
| Высота киля                   | 12,93                                                  | 12,93                                          |
| Двигатели                     | Четыре 75,6 кН Pratt & Whitney JT3C-1 турбореактивные. | Четыре 80 кН JT3D-3 или четыре 84,4 кН JT3D-7. |

## Аварии и катастрофы
По данным сайта Aviation Safety Network, по состоянию на 10 января 2020 года в общей сложности в результате катастроф и серьёзных аварий были потеряны 174 самолёта Boeing 707. Boeing 707 пытались угнать 51 раз, при этом погибли 7 человек. Всего в этих происшествиях погибли 3039 человек.
Крупнейшая катастрофа произошла 3 августа 1975 года близ города Агадир (Марокко). Самолёт иорданской авиакомпании Alia при заходе на посадку задел крылом гору и разбился, все 188 человек на его борту погибли.

## Boeing 707 в популярной культуре
Самолёт «сыграл» главную роль в фильмах «Аэропорт» (основанном на одноимённом романе Артура Хейли) и пародии на него «Аэроплан!».
Американский актёр Джон Траволта имел личный Boeing-707-138B. Самолёт построен в 1964 году для австралийской авиакомпании Qantas, где летал до 1969 года, в 1998 его купил Траволта. Он сменил регистрацию на N707JT, что можно расшифровать как Boeing 707 John Travolta. На самолёте был восстановлен исторический фирменный стиль Qantas. В 2017 самолет был подарен австралийскому музею авиации.
В фильме «Колония Дигнидад» герои фильма чудом успевают попасть в Boeing 707 компании Lufthansa, скрываясь от новых властей Чили.
Boeing 707 показывается в постапокалиптическом фильме «На следующий день» 1983 года.